# Reidia
Reidia  (лат.) — род ос-блестянок из подсемейства Amiseginae. 3 вида.

## Распространение
Южная Африка.

## Описание
Мелкие бескрылые осы-блестянки (около 3 мм) со стебельчатым брюшком. Мезоплеврон с бороздками. Пронотум выпуклый, примерно равен комбинированной длине скутума и скутеллюма вместе взятых.
Метанотум примерно в 1,5 раз длиннее скутеллюма. Затылочный киль и щёчные бороздки отсутствуют. Проподеум угловатый. Самцы и самки бескрылые. Коготки лапок без зубцов. Паразитоиды.

## Систематика
3 вида.
- Reidia rapensis Krombein, 1984 — ЮАР
- Reidia natalensis Krombein, 1983 — ЮАР
- Reidia turneri Krombein, 1957 — ЮАР